# Richmond West
Richmond West é uma Região censo-designada localizada no estado americano da Flórida, no Condado de Miami-Dade.

## Demografia
Segundo o censo americano de 2000, a sua população era de 28.082 habitantes.

## Geografia
De acordo com o United States Census Bureau tem uma área de 11,0 km², dos quais 10,8 km² cobertos por terra e 0,2 km² cobertos por água.

## Localidades na vizinhança
O diagrama seguinte representa as localidades num raio de 8 km ao redor de Richmond West.